# Сэмпсон, Кларк
Кларк Сэ́мпсон (англ. Clark Sampson; род. 1943) — американский кёрлингист.
В составе мужской сборной США бронзовый призёр чемпионата мира 1971. Чемпион США среди мужчин.
Играл на позиции второго.

## Достижения
- Чемпионат мира по кёрлингу среди мужчин: бронза (1971).
- Чемпионат США по кёрлингу среди мужчин: золото (1971).

## Команды
| Сезон   | Четвёртый | Третий         | Второй        | Первый        | Турниры             |
| ------- | --------- | -------------- | ------------- | ------------- | ------------------- |
| 1970—71 | Дейл Диел | Деннис Мелланд | Кларк Сэмпсон | Родни Мелланд | ЧСША 1971 · ЧМ 1971 |

(скипы выделены полужирным шрифтом)

## Частная жизнь
Его двое сыновей, Нед Сэмпсон (англ. Ned Sampson) и Оуэн Сэмпсон (англ. Owen Sampson) — тоже кёрлингисты, выступали на чемпионате США среди мужчин 2012 (заняли десятое место) и на Американском олимпийском отборе по кёрлингу 2005 (отбор команды, которая будет представлять США как мужская сборная на зимних Олимпийских играх 2006; заняли девятое место). Вся семья Сэмпсонов — фермеры в городке Эдмор (англ. Edmore, штат Северная Дакота).